# Atle Skårdal

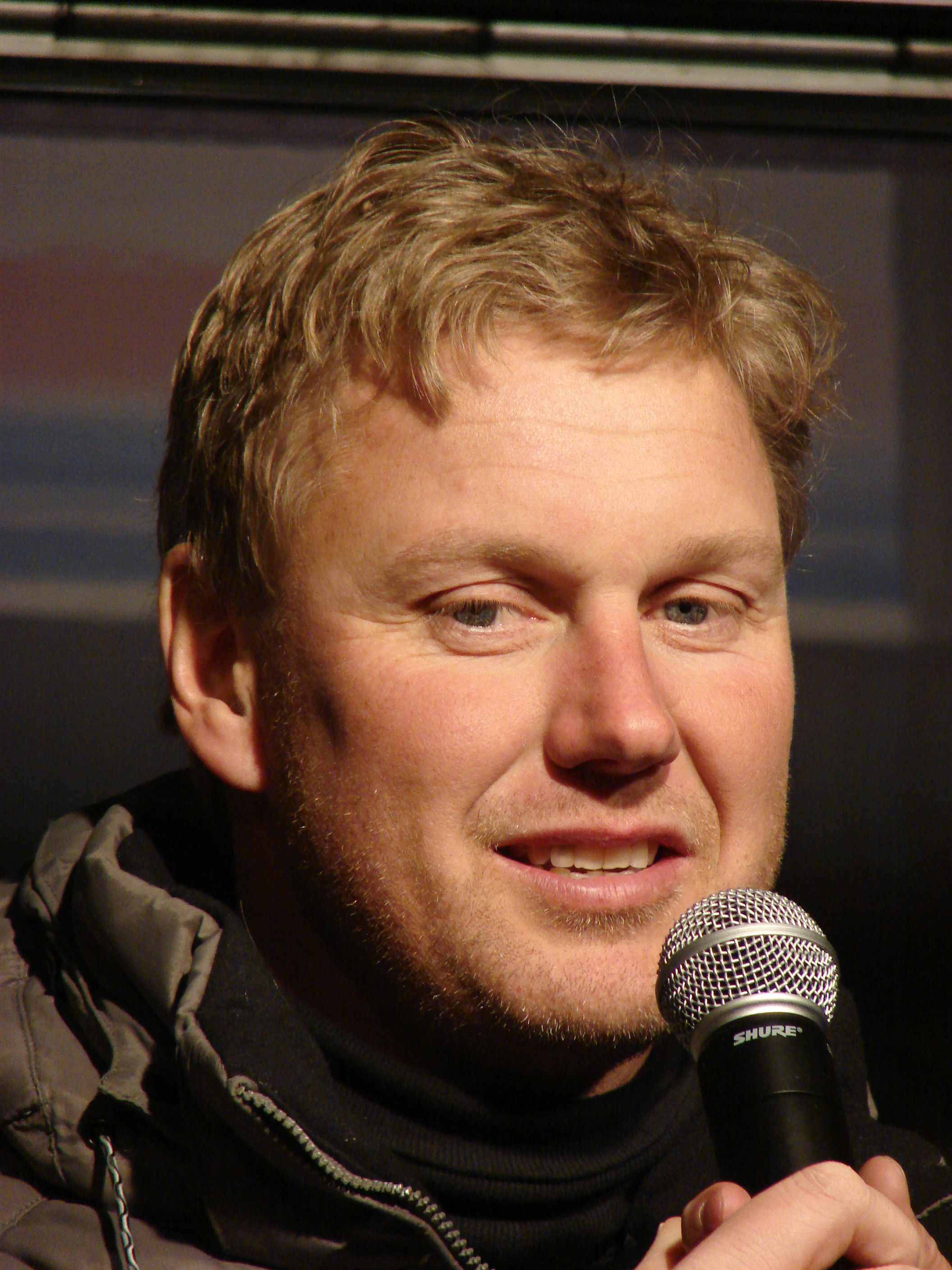
Atle Skårdal

Atle Skårdal (Lunde, 17 februari 1966) is een voormalig Noors alpineskiër. Hij was vooral bedreven in snelle delen van zijn sport, zoals de afdaling en de Super G. 

## Wereldkampioenschap
Skårdal werd bij het wereldkampioenschap skiën in 1996 in de Sierra Nevada (Spanje) wereldkampioen in de Super-G; een jaar later wist hij deze titel in Sestriere te verdedigen. Eerder, in 1993, won hij al een zilveren medaille op het onderdeel Afdaling, achter Urs Lehmann. 

## Wereldbeker
Naast zijn succes op het WK wist Skårdal ook in de wereldbekerseries zeven keer te winnen; in 1995/1996 won hij het eindklassement van de wereldbeker in de Super-G. Na afloop van het seizoen 1996/1997 beëindigde Skårdal zijn loopbaan.
Tussen 2000 en 2005 was hij trainer van de Noorse nationale skiploeg. Momenteel werkt hij voor de internationale skifederatie.

## Wereldbekeroverwinningen
| Datum            | Plaats      | Land       | Discipline |
| ---------------- | ----------- | ---------- | ---------- |
| 20 januari 1990  | Kitzbühel   | Oostenrijk | Afdaling   |
| 17 maart 1990    | Åre         | Zweden     | Afdaling   |
| 15 december 1990 | Val Gardena | Italië     | Afdaling   |
| 15 maart 1991    | Lake Louise | Canada     | Afdaling   |
| 27 februari 1993 | Whistler    | Canada     | Afdaling   |
| 12 maart 1994    | Whistler    | Canada     | Afdaling   |
| 10 december 1995 | Val d'Isère | Frankrijk  | Super-G    |